# 1313 Berna
1313 Berna eller 1933 QG är en asteroid i huvudbältet som upptäcktes den 24 augusti 1933 av den belgiske astronomen Sylvain Arend i Uccle. Den har fått sitt namn efter Schweiz huvudstad Bern.
Asteroiden har en diameter på ungefär 13 kilometer.